# John Denham Parsons
John Denham Parsons (South Stoneham, 1861 – 14 settembre 1936) è stato uno scrittore inglese.
Fu membro della Society for Psychical Research che si occupava di parapsicologia. Si rese protagonista di una controversia letteraria con Sir Sidney Lee e le autorità del British Museum sulla attribuzione delle opere di Shakespeare.

## Opere
- Our Sun-God: Or Christianity before Christ (1895)
- The Non-Christian Cross: An Enquiry into the Origin and History of the Symbol Eventually Adopted as That of Our Religion, 1896
- The Nature and Purpose of the Universe, 1906
- The great taboo in English literary circles, 1919
- Ben Johnson and Sir Sidney Lee, 1920
- Boycotted Shakespeare facts: Being a Preliminary Report Upon the Admissible (1920)
- Bacon: Being an account of seven years of refusal by the accepted authorities to supply a reasoned judgement concerning certain new evidence affecting.. the identity of the poet Shakespeare, 1922
- The British Museum and Shakespeare's identity, 1924
- Did "Shake-speare" signal?